# Abdelhakim Zouita
Abdelhakim Zouita, né le 12 août 1986 à Kénitra, est un joueur de basket-ball marocain.

## Biographie
Abdelhakim Zouita fait ses débuts dans le basketball au sein du Lycée Mohammed V où il poursuivait ses études, après avoir été repéré par un de ses professeurs il rejoint le club de sa ville natale, le KAC de Kénitra à l'âge de 16 ans, en catégorie des cadets, deux ans plus tard il intègre les juniors du club.
Durant sa saison en Junior, il figure parmi les trois joueurs qui sont sélectionnés pour évoluer, de temps à autre, dans l'équipe première. La saison d'après il devient titulaire au sein de l'équipe première et devient aussi l'un des meilleurs produits du basket-ball marocain.
Durant l'été 2008, Abdelhakim est transféré à l'AS Salé pour un montant de 500 000 DH. Il défend très vite sa place au sein de l'équipe et est considéré par ses coaches, ses dirigeants, et le public Slaoui comme l'un des joueurs hors pair de la formation, ce qui lui vaut de nombreuses convocations par l'équipe nationale, et la participation dans des compétitions aussi bien nationales qu'internationales.
En plus de ses innombrables qualités de joueur, Abdelhakim a des gestes artistiques dignes des plus grands basketteurs, et est doté d'une discipline et d'une rigueur remarquables.
Durant la saison 2012-2013 il est transféré, par sa propre volonté, à la Renaissance Sportive de Berkane pour un montant très élevé mais non dévoilé, là aussi l'équipe Berkanie a profité de toutes les qualités du joueur et a eu droit à des matchs de haut niveau ce qui a fait d'elle vice championne du Maroc et vainqueur de la Coupe du Trône à la Salle Ibn Yassine à Rabat.
Pour la saison 2013-2014 Abdelhakim a préféré retourner à l'équipe de toutes ses gloires l'As Salé où il retrouve ses anciens coéquipiers et une série de victoires suivies. 
Pour ce qui est des études, Abdelhakim a fréquenté le Lycée Mohammed V de Kénitra, puis le Lycée Technique Ibn Sina où il obtient son baccalauréat en économie avant de rejoindre une école de commerce de la ville où il obtient un Master en Marketing.

## Clubs successifs
- 2002 - 2008 :  KAC de Kénitra
- 2008 - 2012 :  AS Salé
- 2012 - 2013 : RSB berkane
- 2013 - 2019 : AS Salé
- 2020-            :🇲🇦 FUS rabat

## Palmarès

### Compétitions majeures
- Coupe d’Afrique des clubs champions  (1)
  - Vainqueur : 2017
  - 3e place : 2010, 2011, 2016
- Championnat du Maroc (10)
  - Champion : 2010, 2011, 2014, 2015, 2016, 2017, 2018,  2023, 2024,2025
  - Vice-champion : 2009
- Coupe du Trône (12)
  - Vainqueur : 2009, 2010, 2011, 2012,2013,2014, 2015, 2016, 2017, 2018, 2021 ,2025

### Autres compétitions
- Coupe arabe des clubs champions
  - Finaliste : 2011
- Tournoi Mansour Lahrizi
  - Finaliste : 2009, 2010
- Tournoi international de Salé (2)
  - Vainqueur : 2009, 2010